# Bảo tàng Văn hóa Dân gian Triều Tiên
Bảo tàng Văn hóa Dân gian Triều Tiên là một bảo tàng ở Bắc Triều Tiên, nằm ở phía bắc của Bảo tàng Lịch sử Trung ương Triều Tiên, bên cạnh cổng Đại Đồng. Nó được mở cửa vào tháng 2 năm 1956. Bảo tàng có bảy phòng bao gồm 1.800 mét vuông không gian, với 2.100 hiện vật.